# Gunnar Heiðar Þorvaldsson
Gunnar Heiðar Þorvaldsson (wym. [ˈkʏnːar ˈheiðar ˈθɔrvaltsɔn]; ur. 1 kwietnia 1982 w Vestmannaeyjar) – piłkarz islandzki grający na pozycji napastnika.

## Kariera klubowa
Thorvaldsson pochodzi z małej wyspy Vestmannaeyjar. Tam też rozpoczął piłkarską karierę w klubie Vestmannaeyja. W 1999 roku zadebiutował w lidze islandzkiej, ale przez pierwsze dwa sezony grał sporadycznie. W 2001 roku był już podstawowym zawodnikiem klubu i wywalczył z nim wówczas wicemistrzostwo Islandii, ale w kolejnych dwóch sezonach nie zbliżył się do tego osiągnięcia. Osiągnął jedynie sukcesy indywidualne – w 2003 roku został królem strzelców ligi z 10 golami na koncie, a rok później powtórzył to osiągnięcie, tym razem zdobywając 12 goli. Jeszcze w 2004 roku Gunnar przeszedł do szwedzkiego Halmstads BK. W tym samym roku wywalczył wicemistrzostwo Szwecji, a w 2005 roku, dzięki 16 strzelonym bramkom został najlepszym strzelcem ligi szwedzkiej. W Halmstad spędził także pierwszą połowę 2006 roku.
Latem 2006 Thorvaldsson przeszedł do niemieckiego Hannoveru. W Bundeslidze zadebiutował 26 sierpnia w przegranym 0:3 meczu z Alemannią Aachen. W Hannoverze miał jednak problemy z wywalczeniem miejsca w składzie i zagrał jedynie w 7 spotkaniach przegrywając rywalizację z Vahidem Hashemianem i Jiřím Štajnerem.
Latem 2007 Islandczyk został wypożyczony do norweskiej Vålerenga Fotball. Rozegrał dla niej 16 ligowych meczów i strzelił 4 gole. Następnie grał w duńskim Esbjergu. Pierwszy sezon był w jego wykonaniu słaby, bowiem w 22 występach zanotował tylko 2 trafienia. W sezonie 2009/10 zagrał tylko 2 mecze i w połowie sezonu został wypożyczony do Reading. W 4 pojedynkach ligowych nie strzelił żadnego gola i latem powrócił do Esbjerga.
| Sezon   | Klub              | Kraj     | Rozgrywki                   | Mecze | Bramki |
| ------- | ----------------- | -------- | --------------------------- | ----- | ------ |
| 1999    | Vestmannaeyja     | Islandia | Landsbankadeildin           | 1     | 0      |
| 2000    | Vestmannaeyja     | Islandia | Landsbankadeildin           | 2     | 0      |
| 2001    | Vestmannaeyja     | Islandia | Landsbankadeildin           | 17    | 4      |
| 2002    | Vestmannaeyja     | Islandia | Landsbankadeildin           | 18    | 11     |
| 2003    | Vestmannaeyja     | Islandia | Landsbankadeildin           | 18    | 10     |
| 2004    | Vestmannaeyja     | Islandia | Landsbankadeildin           | 16    | 12     |
| 2004    | Halmstads         | Szwecja  | Allsvenskan                 | 6     | 0      |
| 2005    | Halmstads         | Szwecja  | Allsvenskan                 | 23    | 16     |
| 2006    | Halmstads         | Szwecja  | Allsvenskan                 | 9     | 0      |
| 2006/07 | Hannover 96       | Niemcy   | Bundesliga                  | 7     | 0      |
| 2007    | Vålerenga Fotball | Norwegia | Tippeligaen                 | 7     | 2      |
| 2008    | Vålerenga Fotball | Norwegia | Tippeligaen                 | 9     | 2      |
| 2008/09 | Esbjerg           | Dania    | Superligaen                 | 22    | 2      |
| 2009/10 | Esbjerg           | Dania    | Superligaen                 | 2     | 0      |
| 2009/10 | Reading           | Anglia   | Championship                | 4     | 0      |
| 2010/11 | Fredrikstad FK    | Norwegia | 1. divisjon                 | 7     | 3      |
| 2011    | IFK Norrköping    | Szwecja  | Allsvenskan                 | 26    | 8      |
| 2012    | IFK Norrköping    | Szwecja  | Allsvenskan                 | 29    | 17     |
| 2013    | IFK Norrköping    | Szwecja  | Allsvenskan                 | 15    | 9      |
| 2013/14 | Konyaspor         | Turcja   | Süper Lig                   | 12    | 1      |
| 2014    | BK Häcken         | Szwecja  | Allsvenskan                 | 13    | 2      |
| 2015    | BK Häcken         | Szwecja  | Allsvenskan                 | 10    | 1      |
| 2015    | Vestmannaeyja     | Islandia | Landsbankadeildin           | 11    | 4      |
| 2016    | Vestmannaeyja     | Islandia | Landsbankadeildin           |       |        |
|         |                   |          | Łącznie w Landsbankadeildin | 83    | 41     |
|         |                   |          | Łącznie w Allsvenskan       | 131   | 53     |
|         |                   |          | Łącznie w Bundeslidze       | 7     | 0      |
|         |                   |          | Łącznie w Tippeligaen       | 16    | 4      |
|         |                   |          | Łącznie w Superligaen       | 24    | 2      |
|         |                   |          | Łącznie w Championship      | 4     | 0      |
|         |                   |          | Łącznie w 1. divisjon       | 7     | 3      |
|         |                   |          | Łącznie w Süper Lig         | 12    | 1      |

## Kariera reprezentacyjna
W reprezentacji Islandii Thorvaldsson zadebiutował 30 marca 2005 roku w zremisowanym 0:0 towarzyskim spotkaniu z Włochami. W swojej karierze występował już w eliminacjach do Mistrzostw Świata w Niemczech, a obecnie rywalizuje o miejsce w składzie walczącym w kwalifikacjach do Euro 2004. Swoją pierwszą bramkę w kadrze islandzkiej zdobył w czerwcu 2005 w wygranym 4:1 meczu z Maltą.